# Asclepias meadii
Asclepias meadii ist eine Pflanzenart der Gattung Seidenpflanzen (Asclepias) aus der Unterfamilie der Seidenpflanzengewächse (Asclepiadoideae). Das Artepitheton ehrt den Arzt und Botaniker Samuel Barnum Mead, der die Art 1846 erstmals, noch unter dem Namen "Asclepias cordata non Walt.?" beschrieb. John Torrey erkannte kurz darauf, dass es sich um eine neue Art handelte, die er zu Ehren des Erstentdeckers benannte.

## Merkmale

### Vegetative Merkmale
Asclepias meadii  ist eine ausdauernde, krautige Pflanze, mit einfachen, 31 bis 92 cm (Durchschnitt 56 cm) hohen, blaugrünen, kahlen, mit einer weißen wachsartigen Substanz überzogenen Stängeln. Es ist eine lange, weiße Pfahlwurzel vorhanden. Meist wird pro Rhizom von Mitte bis Ende April nur ein Stängel gebildet, seltener auch mehrere. Sie enthalten einen weißen Milchsaft. Die ebenfalls mit einer weißen, wachsartigen Substanz überzogenen Laubblätter stehen gegenständig und sind ungestielt. Die einfache Blattspreite ist mit einer Länge von 5 bis 7 cm und einer Breite von 1 bis 5 cm bzw. einer Länge von etwa 7,5 cm und einer Breite von 3,3 cm breit-oval bis eiförmig-lanzettförmig mit einem zugespitzten oder auch stumpfen Ende und einer breit gerundeten oder stumpfwinklig zulaufenden Basis. Sie sind fest häutig bis leicht sukkulent, blaugrün und kahl. Insgesamt werden (nur) drei bis sieben Blattpaare (vier bis acht Blattpaare) gebildet. Die Blattadern bilden ein Fischgrätenmuster.

### Blütenstand und Blüten
Die einzeln stehenden endständigen, hängenden, flachen bis scheibenförmigen, doldigen Blütenstände enthalten wenige bis mehrere (6 bis 23, im Mittel 12 bzw. 1 bis 26, Mittel 12) Blüten. Die nach unten hängenden Blütenstände werden durch einen hakenförmigen Fortsatz am Ende der 5 bis 8 cm langen Blütenstandsschaft verursacht, ein Merkmal, das bisher nur bei Asclepias meadii beobachtet wurde. Die Blütenstiele sind eher dünn und 1 bis 1,5 cm lang.
Die Blüten duften und produzieren reichlich Nektar. Die fünfzähligen Blüten sind relativ groß und ändern ihre Farbe von Grün zu Elfenbeinfarben während der Anthese, im Abblühen werden die Blüten hell cremefarben. Die fünf Kelchblätter sind länglich-dreieckig und 3 bis 5 mm lang. Die fünf Kronzipfel sind 7 bis 9 mm lang. Das auf einem sehr kurzen, konischen, etwa 1,5 mm hohen und 2,5 mm dicken Stiel sitzende Gynostegium ist ebenfalls grünlich-cremefarben. Die Nebenkronenzipfel sind kapuzenförmig und mit einer Länge von 1,5 mm und einer Breite von 2,5 mm sehr breit-oval. Die interstaminalen Nebenkronenzipfel sind an der Basis verwachsen, eingebogen und sichelförmig. Sie sind etwas kürzer als die staminalen Nebenkronenzipfel. Der konisch zulaufende und oben abgeschnittene Griffelkopf ist etwa 2 mm hoch und an der Basis 3 mm im Durchmesser.

### Früchte und Samen
Die außen kahlen Balgfrüchte stehen aufrecht auf nach unten gebogenen Stiel. Sie sind schlank-spindelförmig, 8 bis 10 cm lang (11 bis 12 cm) und etwa 1 cm dick. Eine Balgfrucht enthält 42 bis 92 Samen (Mittel 60 Samen). Die Samen sind breitoval, 8 mm lang und besitzen einen ungefähr 4 cm langen, weißen Haarschopf.

## Ökologie
Das Wachstum ist relativ langsam; sie brauchen auch unter idealen Bedingungen vier und mehr Jahre bis zur ersten Blüte, in der freien Natur wahrscheinlich sogar bis zu 15 Jahre. Die Pflanzen sind sehr langlebig; nachgewiesen sind Alter von über 25 Jahren. Vermutlich werden sie weit über 100 Jahre alt. Sie sind sehr widerstandsfähig gegen Trockenheit und wahrscheinlich auch Schädlingsbefall. Durch solche Stressereignisse kann aber die Pflanze bis auf das Rhizom komplett absterben. Sie treiben danach erst wieder im Folgenden oder sogar übernächsten Jahr aus. Sie fallen dabei wieder den juvenilen Zustand zurück, und es kann wiederum Jahre dauern, bis wieder Blütenstände (und evtl. Samen) produziert werden.
Asclepias meadii blüht von Mai bis Juni, meist letzte Maiwoche bis dritte Juniwoche. Eine Blüte ist fünf bis sechs Tage geöffnet. Die Blüten werden von Pelzbienen (Anthophora-Arten) und Hummeln (Bombus-Arten) bestäubt. Anscheinend kommt fast ausschließlich Fremdbestäubung vor, Selbstbestäubung ergibt keine keimfähigen Samen. Auch die Fremdbefruchtung innerhalb einer Population von Klonen ergibt keine keimfähigen Samen. Auch in genetisch unterschiedlichen Populationen produzierten nur etwas über 6 % der blühenden Pflanzen später auch Samenkapseln. Meist wurde auch nur eine Frucht pro Blüte gebildet, seltener auch zwei Früchte. Die Reifezeit beträgt 100 bis 110 Tage; die Samen sind damit Ende August bis Anfang September reif. Unter Laborbedingungen war die Keimfähigkeit mit unter 50 % relativ gering.

## Vorkommen
Das Verbreitungsgebiet von Asclepias meadii ist derzeit auf die US-amerikanischen Bundesstaaten Wisconsin, Illinois, Indiana, Iowa, Missouri und Kansas beschränkt. Allerdings war Asclepias meadii in der jüngeren Vergangenheit noch weiter verbreitet und wesentlich häufiger gewesen. Vermutlich kam sie ursprünglich in den noch unberührten Hochgrasprärien vom nordwestlichen Indiana, südlichen Wisconsin und nördlichen Iowa bis zum südlichen Illinois, südlichen Missouri und nordöstlichen Kansas recht häufig vor. Mit der Kultivierung der Prärien verschwand die Art rasch und war schon zu Lebzeiten von Samuel Mead selten geworden, wie er in einem Brief 1871 schrieb. Auch das heutige Verbreitungsgebiet ist Wiederansiedlungsmaßnahmen geschuldet, denn die Art war bereits in Wisconsin und Indiana verschwunden. In Illinois und Iowa waren 1989 in jeweils zwei Counties nur noch kleine Populationen vorhanden.
Asclepias meadii wächst im Grunde in zwei etwas unterschiedlichen Habitaten, in trockenen Hochgrasprärien und unberührten Prärien sowie an Hängen mit sauren, nährstoffarmen, silikatisch-magmatischen Gesteinen, aber auch nährstoffreichen, kalkigen Böden. Sie ist zwar (noch bzw. wieder) weit verbreitet, aber sehr selten. Derzeit kennt man etwa 150 bis 170 Standorte. Allerdings sind viele Standorte gefährdet, da sie auf privatem Land liegen und landwirtschaftlich genutzt werden.

## Schädlinge
Asclepias meadii wird durch einige Käferarten geschädigt. Die Larven von Tetraopes femoratus (Bockkäfer, Cerambycidae) und Rhyssematus-Arten (Rüsselkäfer, Curculionidae) fressen an den Wurzeln der Pflanzen. Die adulten Tetraopes femoratus wurden beobachtet, wie sie die Blütenblätter fraßen. Die adulten Rüsselkäfer stechen die Blütenstandsschäfte an, die im Extremfall abknicken und absterben. Asclepias meadii ist auch Nahrungspflanze der Raupen des Monarchfalters (Danaus plexippus). Allerdings wird Asclepias meadii im Verhältnis zu anderen Seidenpflanzengewächsen eher selten genutzt.

## Gefährdung
Asclepias meadii gilt als sehr gefährdet. Insgesamt sind nur noch etwa 150 Standorte bekannt. Allerdings gibt es darunter vermutlich nur noch wenige, überlebensfähige Populationen. Viele Populationen bestehen nur aus wenigen Pflanzen, einige scheinen Klone zu sein, da sich die Art auch durch Rhizom-Ausläufer in geringem Maße vegetativ vermehren kann. Allerdings können sich derartige Populationen nicht sexuell vermehren, da Selbstbefruchtung in den seltensten Fällen keimfähige Samen produziert. Sie sind in der Regel auf Fremdbestäubung angewiesen, um keimfähige Samen zu produzieren.
Die Hauptursache für den starken Rückgang war bereits im 19. Jahrhundert die Kultivierung der fruchtbaren Böden der Hochgrasprärien. Weniger fruchtbare Böden wurden als Heuwiesen genutzt. Überlebt hat die Art in einigen wenigen Schutzgebieten der Hochgrasprärien und den Heuwiesenprärien. Hier sind sie vor allem durch das jährliche Mähen gefährdet, das noch vor dem Reifen und Verbreitung der Samen stattfindet. Die Pflanzen können sich nicht mehr generativ vermehren und die Pflanzen auf diesen Heuwiesen überaltern, die Bestände nehmen über die Jahre hin ab. Vermutlich handelt es sich um Pflanzen, die bereits vor der Nutzung der Heuwiesenprärien dort wuchsen und bis heute überdauert haben. Auch wurde festgestellt, dass die Samen besser keimen, wenn die Hochgrasprärien regelmäßig abgebrannt werden. Das Unterbleiben des Abbrennens verringert die Überlebenschance der Art, denn die Flächen werden durch Büsche und Bäume überwachsen. Weitere Faktoren sind die Zerstörung der Lebensräume durch Überbauung, durch Einsatz von Herbiziden, die direkt aufgebracht werden (z. B. entlang von Eisenbahntrassen) oder aus benachbarten, intensiv genutzten Flächen herüberwehen und auch Wanderer, die die Pflanzen zertrampeln. Weiter wurde festgestellt, dass die Bestäuber stark abgenommen haben. Auch Diebstahl bzw. Ausgraben kann eine dieser oft sehr kleinen Populationen spürbar schädigen.

## Phylogenie
Nach der phylogenetischen Analyse durch Fishbein et al. (2011), basierend auf nichtcodierenden Chloroplasten-DNA-Sequenzen ist Asclepias meadii die Schwesterart von Asclepias tomentosa.